# Krzysztof Pomian
Krzysztof Pomian (nacido en 1934) es un filósofo, historiador y ensayista franco-polaco. 

## Trayectoria
Krzysztof Pomian estudió entre 1952 y 1957. Enseñó a continuación, hizo la tesis doctoral (1965) y se habilitó (1968) en la Facultad de filosofía de la Universidad de Varsovia. Pero excluido en 1966 del Partido Obrero Unificado Polaco y pronto privado enseguida (1968) de su puesto de trabajo como profesor, emigró a Francia en 1973. 
El resto de su carrera la ha llevado a cabo desde entonces en París, en el Centre National de la Recherche Scientifique (CNRS), y enseñando en la École des Hautes Études en Sciences Sociales (EHESS) o la École du Louvre, También en la Universidad de Ginebra, así como en otras ciudades del extranjero. Hoy es director honorario de investigación en el CNRS y profesor emérito en la Universidad Nicolás Copérnico de Toruń (Polonia). Desde 2001, es director científico del Musée de l’Europe  Archivado el 30 de noviembre de 2021 en Wayback Machine. en Bruselas.
Es consejero de redacción de «Débat» (París), y forma parte de consejos de «Journal of the History of Collections» (Oxford), «La Storiografia» (Roma), «Vingtième siècle. Revue d’histoire» (París), «Perspective» (París), «Zeitschrift für Ideengeschichte» (Marbach). Además es del Comité de programación del Museo de Histoire de la Seconde Guerre mondiale (Gdańsk) y del Comité del Museo de Córcega.

## Obra
Pomian escribe en polaco, y desde 1973, principalmente en francés. Sus trabajos han sido traducidos al alemán, inglés, búlgaro, español, italiano, portugués, japonés, holandés, checo y ucraniano.
Como filósofo, se interesa sobre todo en los problemas del conocimiento. Como historiador, trabaja sobre la historia de la cultura europea, desde El orden del tiempo, hasta La révolution européenne. 1945-2007. En particular ha analizado los problemas de la historiografía, así en Sobre la historia, o en Ibn Khaldûn au prisme de l’Occident.
También ha estudiado a fondo la evolución y significado de las colecciones, como un tipo de antropología histórica. De modo que destacan mucho sus libros de sabios artículos sobre los museos: Collectionneurs, amateurs et curieux. Paris-Venise, XVIe-XVIIIe siècle, L’Anticomanie. La collection d’antiquités aux 18e et 19e siècles, Des saintes reliques à l’art moderne. Venise-Chicago, XIIIe-XXe siècle. Todos ellos dan una nueva visión global de la cultura europea, su secularización, su modo de apropiarse del pasado y la democratización de la cultura.

## Publicaciones
- Con Leszek Kołakowski (dir.), Filozofia egzystencjalna (La philosophie existentielle), Varsovia, PWN, 1965
- Przeszłość jako przedmiot wiary. Historia i filozofia w myśli  średniowiecza (Le passé, objet de foi. L’histoire et la philosophie dans la pensée du Moyen Âge), Varsovia, PWN, 1968
- Człowiek pośród rzeczy (L’homme parmi les choses), Varsovia, Czytelnik,  1973
- Con P. Kende (dir.), 1956 Varsovie – Budapest. La deuxième révolution d’Octobre, París, Seuil, 1978
- Pologne : défi à l’impossible ? De la révolte de Poznan à Solidarité, París, Éditions Ouvrières, 1982
- L’Ordre du temps, París, Gallimard, 1984. El orden del tiempo, Júcar, 1990, ISBN 978-84-334-7031-7
- Collectionneurs, amateurs et curieux. Paris-Venise, XVIe-XVIIIe siècle, París, Gallimard, 1987
- L’Europe et ses nations, París, Gallimard, 1990
- (Dir.), La querelle du déterminisme, París, Gallimard, 1990
- Con A.-F. Laurens (dir.), L’Anticomanie. La collection d’antiquités aux 18e et 19e siècles, París EHESS,  1992
- Przeszłość jako przedmiot wiedzy (Le passé, objet de la connaissance, 1964), Varsovia, Aletheia, 1992
- Drogi kultury europejskiej ( Les voies de la culture européenne), Varsovia, IFiS PAN, 1996
- Con Th. W. Gaehtgens, Histoire artistique de l’Europe. XVIIIe siècle, Seuil, París, 1998
- Sur l’histoire, París, Gallimard, 1999. Sobre la historia, Cátedra, 2007, ISBN 978-84-376-2398-6
- W kręgu Giedroycia (Le cercle de Giedroyc, Varsovia, Czytelnik,  2000
- Wenecja w kulturze europejskiej (Venise dans la culture européenne), Lublín, UMCS, 2000
- Dir., Jerzy Giedroyc. Redaktor–polityk–człowiek (Jerzy Giedroyc. Éditeur, homme politique, personnalité), Lublín, UMCS, 2001
- Oblicza dwudziestego wieku (Visages du Vingtième siècle), Lublin, UMCS, 2002
- Des saintes reliques à l’art moderne. Venise-Chicago, XIIIe-XXe siècle, París, Gallimard, 2003
- Con H. Dupuis (dir.), De l’Europe-monde à l’Europe dans le monde, Bruselas, De Boeck, 2004
- Filozofowie w świecie polityki. Eseje 1957-1974 (Les philosophes dans le monde de la politique. Essais 1957-1974), Toruń, Wydawnictwo Adam Marszałek, 2004
- Ibn Khaldûn au prisme de l’Occident, París, Gallimard, 2006
- Con Elie Barnavi, La révolution européenne. 1945-2007, París, Perrin, 2008

## Distinciones
- Prix J. Mieroszewski, por sus escritos políticos (1984)
- Premio letterario Montesilvano (1992)
- Prix Pruszynski, del PENClub polaco (2007)
- Comendador de la Orden Polonia Restituta (1993)
- Comendador de la Orden de las Artes y las Letras (2005)
- Doctor honoris causa de la Universidad Marie Curie Skłodowska, Lublin (2003) y de la Universidad de Ginebra (2005)
- Caballero de la Legión de Honor (2011)